# Ceciliaklooster (Utrecht)
Het Ceciliaklooster was een klooster in de binnenstad van Utrecht gelegen tussen de Oudegracht en de Neude. Het voormalige hoofdpostkantoor staat nu op de plek waar het klooster heeft gestaan. Het was gewijd aan de heilige Cecilia.

## Geschiedenis
In 1396 werd het stuk grond aangekocht waar het klooster zou verrijzen. Oorspronkelijk was een convent voor de Zusters van het Gemene Leven, maar toen de Moderne Devotie in de ban was gedaan stapte men massaal over op de Derde Orde van de Franciscanen (tertiarissen). Dit klooster was voornamelijk bedoeld voor vrouwen van adel en zodoende zeer welvarend. Vanuit dit klooster werd in 1423 buiten Utrecht een buitenhof gesticht dat later zou uitgroeien tot het Klooster Bethlehem. Beide kloosters waren aangesloten bij het tertiarissenkapittel in Utrecht.

Na de reformatie mocht het katholicisme niet meer beoefend worden, maar het klooster bleef desondanks bestaan tot 1647. Toen de kloostergebouwen waren verkocht aan de stad Utrecht werd er de Munt in gevestigd. In 1920 werden de gebouwen gesloopt voor het nieuwe postkantoor.

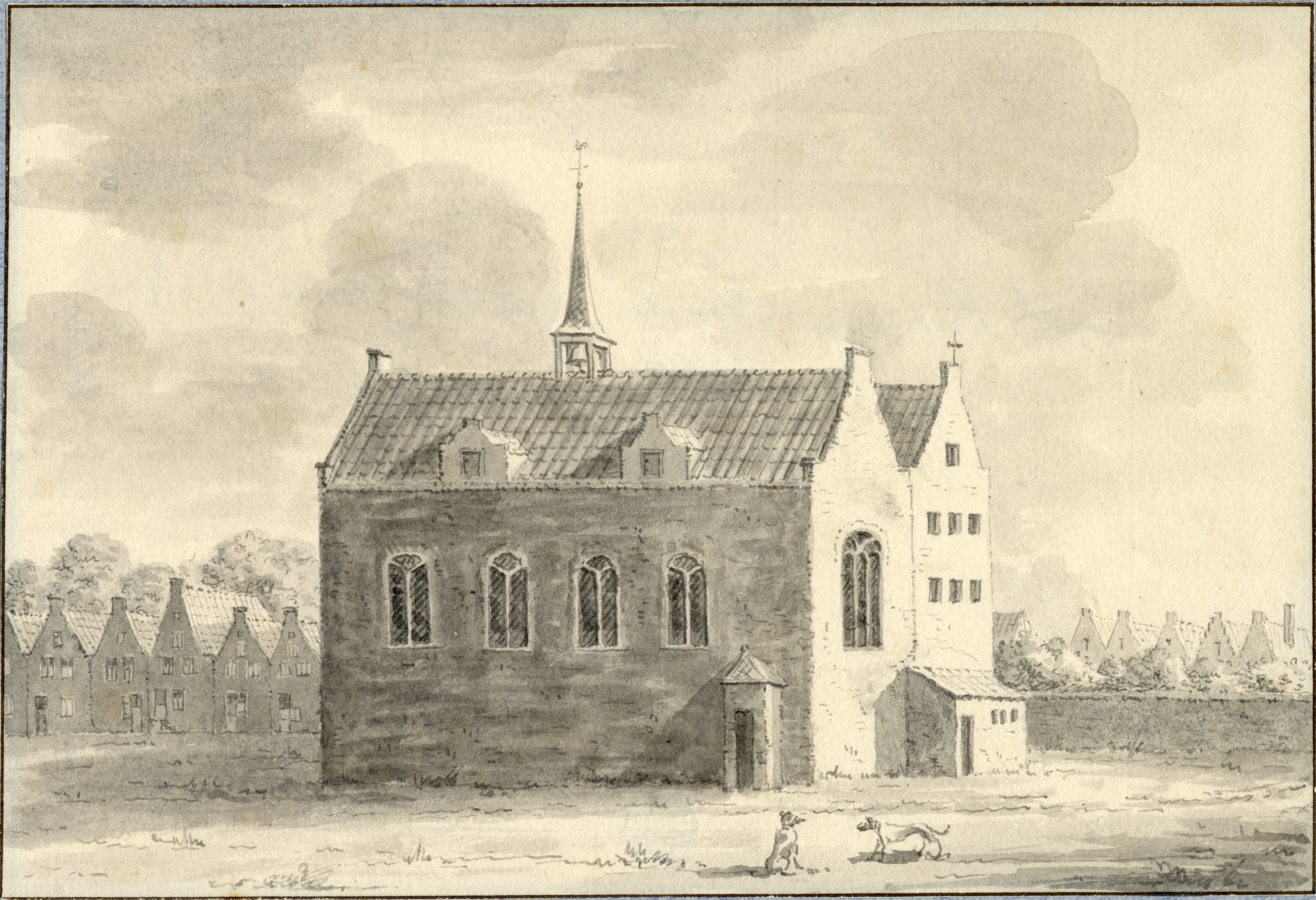
Gezicht vanuit de tuin
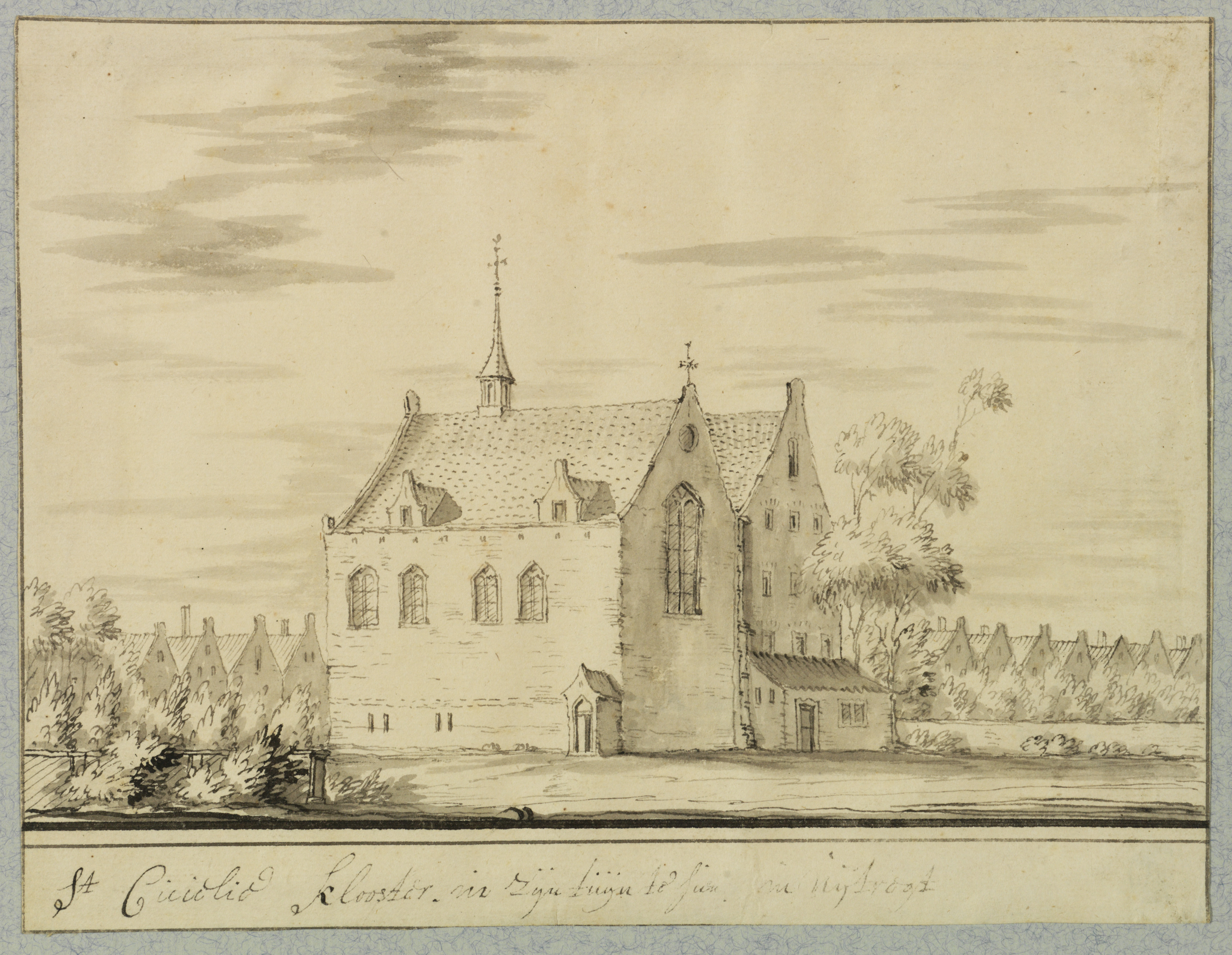
Gezicht met huizen aan de Neude
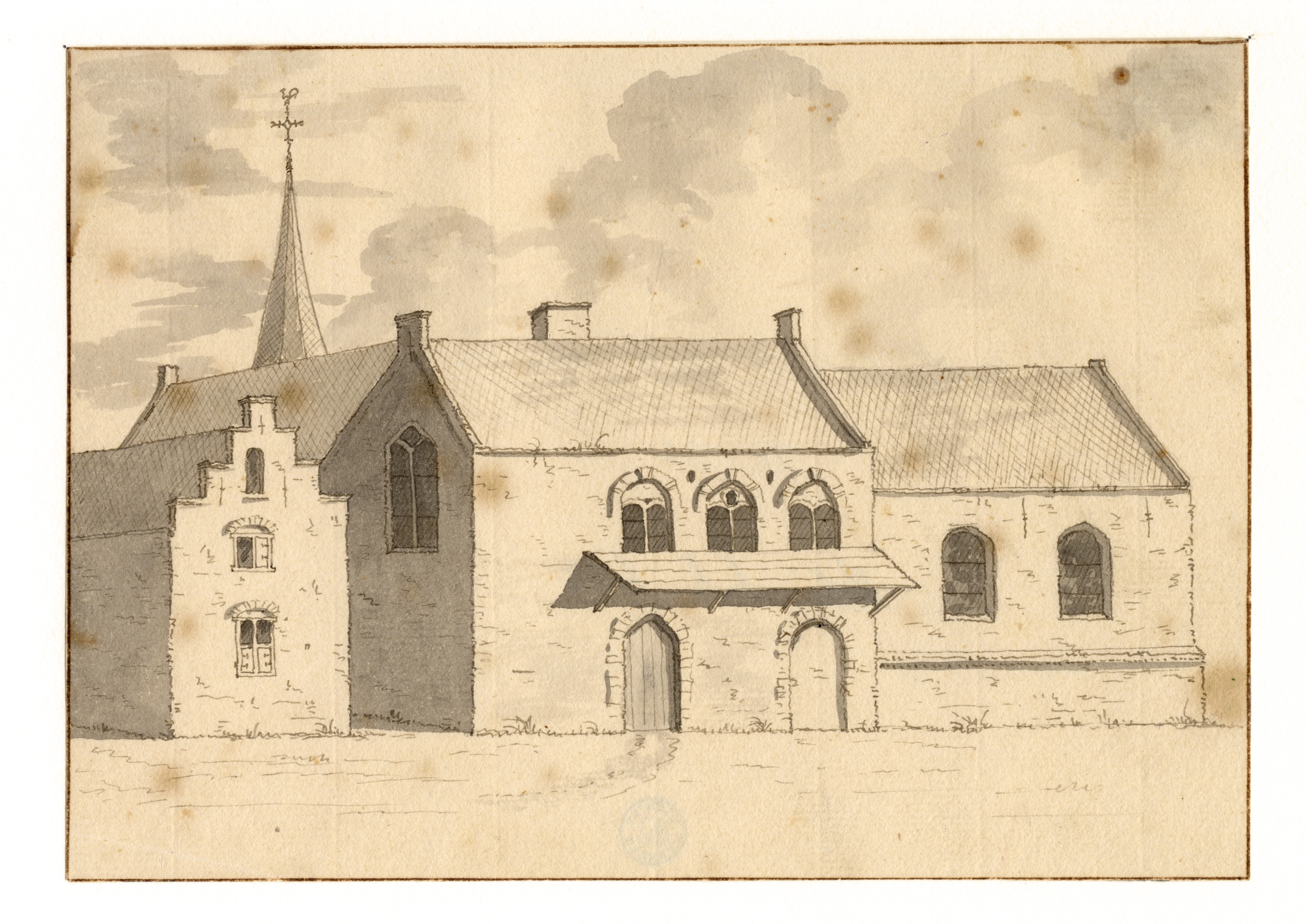
Gezicht vanuit het noordwesten

Agnietenklooster · Andreasklooster · Sint-Barbaraklooster · Begijnhof · Klooster Bethlehem · Brigittenklooster · Catharijneconvent · Ceciliaklooster · Cellebroedersklooster · Klooster Cenakel · Duitse Huis · Hieronymusconvent · Jeruzalemklooster · Karmelietenklooster · Kathedraalschool · Maria Magdalenaklooster · Mariëndaal · Minderbroederklooster · Nieuwlicht · Sint-Nicolaasklooster · Paulusabdij · Predikherenklooster · Regulierenklooster · Sint-Servaasabdij · Sint-Stevensabdij · Sint Ursulaklooster · Vredendaal · Wittevrouwenklooster